# Krajcsó Bence
Krajcsó Bence (Gyula, 1994. május 17. –) magyar citeraművész, a Népművészet Ifjú Mestere.

## Életútja
Az általános iskolai tanulmányait a vésztői Szabó Pál Általános Iskolában kezdte, ahol Csüllög Edina segítségével kezdett megismerkedni a citerával. Felvételt nyert a Nyíregyházi Művészeti Szakközépiskola Zeneművészeti Tagozatára, ahol pályáját Nauner-Agárdi Éva egyengette.
17 éves korától szerepel a szólóhangszeres előadói pályán. 2012-ben szerepelt a Duna Televízió „Fölszállott a páva” népzenei és néptáncos tehetségkutató műsorában, ahol a 150 induló citerás közül egyedüliként került be az élő adásba is.
A magyar népzene több rangos zenészével (pl. Sebestyén Márta, Herczku Ágnes) is lépett már fel közösen.
2014-ben felvették a budapesti Liszt Ferenc Zeneművészeti Egyetemre, de tanulmányi kötelezettségek nem teljesítése miatt hallgatói jogviszonya 2016-ban elbocsátással megszűnt. Krajcsó formai okokra hivatkozva fellebbezést nyújtott be, mely elutasítását követően az Oktatási Jogok Biztosához fordult. Az ombudsman javaslatot tett az egyetem szabályzatainak pontosítására, továbbá javasolta a hallgatói jogviszony helyreállítását is; az egyetem a szabályzatait pontosította, de Krajcsó hallgatói jogviszonyának a visszaállítására nem látott lehetőséget.
2016-tól citeratanárként a tiszabábolnai Líra Zeneiskola népzene tanszakán az ifjú népzenészek oktatója.

## Díjai, elismerései
- 2010 – Arany Páva-díj[3]
- 2013 – Népművészet Ifjú Mestere[1]
- 2014 – Vésztő Kultúrájáért-díj[forrás?]

Ha például a vésztői citerás fiatalember, Krajcsó Bence, aki többféle játékmóddal szerintem több száz magyar népdalt játszik kapásból, fél órát muzsikálhatna a Royal Albert Hallban, a közönség felállva tombolna, a másnapi lapok pedig elragadtatva írnának róla.

## Produkciók
- Országos Táncháztalálkozó és Kirakodóvásár[11]
- Magyar Menyegző – Ezüstlakodalom (Novák Ferenc, Novák Eszter)[12]
- Néptáncantológia[13]
- „Alkonyattól virradatig”[14]
- Csabai Sörfesztivál és Csülökparádé[15]
- Páva Gála[16]
- Szaszkó József, turai citerás monográfiája[17]
- „Angyalok citeráján”[4]
- Élő Martin Archívum: Szatmár (Honvéd Együttes)
- Élesben – A Népzene Tanszék[18]
- Líraiság a népzenében[19]
- Körös-völgyi Sokadalom[20]
- „Vígan zengjetek citerák!”[21]
- Vidor Fesztivál[22]
- Summerfest Nemzetközi Folklórfesztivál és Népművészeti Vásár[23]
- Az érzékiség képi ábrázolása a magyar népdalokban[24]
- Néhai citerás mesterek játéktechnikája, repertoárja[25]
- Erdélyi Prímások Találkozója[26]
- Fölszállott a páva sorozat[27]
- „Somogyi kettős” – egy különleges hagyományos játékmód margójára[28]

## Lemezei
Önálló albumok:
- Múljék bánatod tőle (Magánkiadás, 2016)

Közreműködések:
- Cuháré Citerazenekar: „Illik a tánc…” (Szerzői kiadás, 2010)
- Új élő népzene 16. (Táncház Egyesület, 2010)
- Új élő népzene 17. (Táncház Egyesület, 2011)
- Csüllög Edina: Nagy a lárma (Szerzői kiadás, 2011)
- Táncház-Népzene 2012 (Hagyományok Háza, 2012)
- Táncház-Népzene 2013 (Hagyományok Háza, 2013)

## Szakmai publikációk
- Szaszkó József turai citerás játékmódjának elemző bemutatása – kivonat (folkMAGazin, 2015/4.)[29]